# Derion Kendrick
Derion Rayshawn Kendrick (geboren am 24. August 2000 in Rock Hill, South Carolina) ist ein US-amerikanischer American-Football-Spieler auf der Position des Cornerbacks. Er spielte College Football für die Clemson Tigers sowie die Georgia Bulldogs und gewann in der Saison 2018 mit Clemson und 2021 mit Georgia das College Football Playoff National Championship Game. Seit 2022 steht Kendrick bei den Los Angeles Rams in der National Football League (NFL) unter Vertrag.

## Frühe Jahre und College
Kendrick besuchte die South Pointe High School in Rock Hill, South Carolina. Dort spielte er Football als Wide Receiver und in seinen letzten beiden Jahren als Quarterback. In der Saison 2017 wurde er als Gatorade Football Player of the Year im Bundesstaat South Carolina ausgezeichnet. Kendrick nahm am U.S. Army All-American Bowl teil.
Ab 2018 ging Kendrick auf die Clemson University, um als Wide Receiver College Football für die Clemson Tigers zu spielen. Als Freshman fing er 15 Pässe für 210 Yards und gewann mit Clemson das College Football Playoff National Championship Game gegen die Alabama Crimson Tide. Im Frühjahr 2019 begann Kendrick für die Position des Cornerbacks zu trainieren, da die Tigers auf dieser Position verletzungsbedingt dünn besetzt waren. Kendrick konnte auf seiner neuen Position überzeugen und ging daher als Stammspieler in der Defense in die Saison 2019. Er fing zwei Interceptions und verhinderte sechs Pässe. In der Saison 2020 wurde Kendrick als Cornerback in das All-Star-Team der American Athletic Conference (AAC) gewählt, er wehrte sechs Pässe ab, erzielte einen Sack, sicherte eine Interception und eroberte einen Fumble, den er für 66 Yards zu einem Touchdown in die gegnerische Endzone trug.
Obwohl erwartet worden war, dass Kendrick sich für den NFL Draft 2021 anmelden würde, entschloss er sich, ein weiteres Jahr am College zu spielen. Im Februar 2021 wurde Kendrick von den Tigers aus dem Team entlassen, nachdem er in der Saison 2020 mehrfach aus disziplinarischen Gründen suspendiert worden war. Kendrick begründete dies im Mai mit gesundheitlichen Problemen eines seiner beiden Söhne, wegen derer er viel Zeit im Krankenhaus verbracht hatte und daher nicht auf dem Campus sein konnte. Er entschloss er sich zu einem Wechsel auf die University of Georgia, um in der Saison 2021 für die Georgia Bulldogs zu spielen.
Für Georgia lief Kendrick in allen 15 Spielen als Starter auf und gewann mit den Bulldogs das College Football Playoff National Championship Game gegen Alabama. Beim Sieg der Bulldogs gegen die Michigan Wolverines im Orange Bowl fing Kendrick zwei Interceptions und wurde als Defensive MVP des Spiels ausgezeichnet.

## NFL
Kendrick wurde im NFL Draft 2022 in der sechsten Runde an 212. Stelle von den Los Angeles Rams ausgewählt. Nachdem er an den ersten beiden Spieltag nicht zum Einsatz gekommen war, rückte Kendrick aufgrund mehrerer verletzungsbedingter Ausfälle für das Spiel gegen die Arizona Cardinals in Woche 3 in die Stammformation auf und verzeichnete bei seinem NFL-Debüt neun Tackles, zudem wehrte er im vierten Viertel einen Pass ab. Insgesamt kam er in seinem ersten Jahr in der NFL in 15 Spielen zum Einsatz, davon sechsmal als Starter. Kendrick verzeichnete 43 Tackles und vier abgewehrte Pässe.

## NFL-Statistiken
| Saison                             | Saison | Spiele                        | Spiele                        | Tackles                       | Tackles                       | Tackles                       | Tackles                       | Interceptions                 | Interceptions                 | Interceptions                 | Interceptions                 | Interceptions                 | Fumbles                       | Fumbles                       | Fumbles                       |
| Jahr                               | Team   | Spiele                        | als Starter                   | Gesamt                        | Solo                          | Ast                           | Sacks                         | PD                            | INT                           | Yds                           | Lng                           | TD                            | FF                            | FR                            | TD                            |
| ---------------------------------- | ------ | ----------------------------- | ----------------------------- | ----------------------------- | ----------------------------- | ----------------------------- | ----------------------------- | ----------------------------- | ----------------------------- | ----------------------------- | ----------------------------- | ----------------------------- | ----------------------------- | ----------------------------- | ----------------------------- |
| 2022                               | LAR    | 15                            | 6                             | 43                            | 36                            | 7                             | 0,0                           | 4                             | 0                             | 0                             | 0                             | 0                             | 0                             | 0                             | 0                             |
| 2023                               | LAR    | 17                            | 12                            | 49                            | 41                            | 8                             | 0,0                           | 10                            | 1                             | 0                             | 0                             | 0                             | 0                             | 0                             | 0                             |
| 2024                               | LAR    | kein Einsatz wegen Verletzung | kein Einsatz wegen Verletzung | kein Einsatz wegen Verletzung | kein Einsatz wegen Verletzung | kein Einsatz wegen Verletzung | kein Einsatz wegen Verletzung | kein Einsatz wegen Verletzung | kein Einsatz wegen Verletzung | kein Einsatz wegen Verletzung | kein Einsatz wegen Verletzung | kein Einsatz wegen Verletzung | kein Einsatz wegen Verletzung | kein Einsatz wegen Verletzung | kein Einsatz wegen Verletzung |
| Gesamt                             | Gesamt | 32                            | 18                            | 92                            | 77                            | 15                            | 0,0                           | 14                            | 1                             | 0                             | 0                             | 0                             | 0                             | 0                             | 0                             |
| Quelle: pro-football-reference.com |        |                               |                               |                               |                               |                               |                               |                               |                               |                               |                               |                               |                               |                               |                               |